# Plaza Fuerza Aérea Argentina
La Plaza Fuerza Aérea Argentina (en català Plaça Força Aèria Argentina), està ubicada al barri de Retiro, a la Ciutat de Buenos Aires. La Plaza Fuerza Aérea Argentina, va ser creada per llei del 4 de gener de 1945, formant part d'aquesta manera del pla de manteniment dels grans parcs de Buenos Aires, que en total superen les 487 hectàrees d'espais verds. Denominada originalment com a Plaza Británica (Plaça Britànica) se li va canviar el nom a l'actual després de la Guerra de les Malvines, rendint homenatge cap a aquella força. No obstant això, alguns segueixen referint-s'hi amb el seu nom antic, i també Plaza de los Ingleses (Plaça dels Anglesos), encara que aquest últim nom mai es va fer servir oficialment.
Es troba envoltada pels carrers Calle San Martín i Avenida del Libertador. S'hi troba la Torre Monumental (ex Torre del Ingleses, en català Torre dels Anglesos), i alberga a més l'estació Retiro de la Línia C del Subte de Buenos Aires i davant d'ella l'Estació de trens de Retiro.

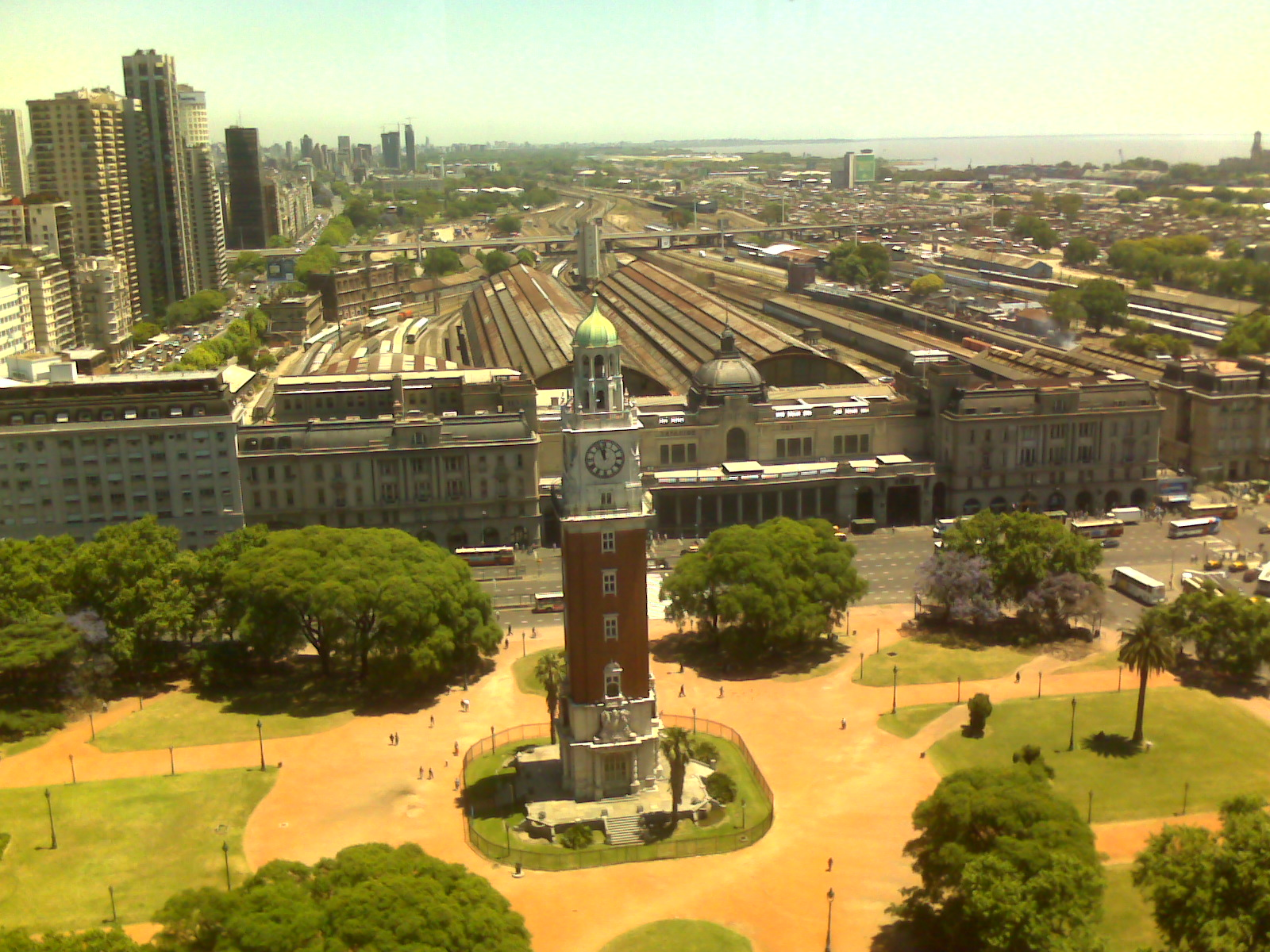
La Plaza Fuerza Aérea Argentina, amb la Torre Monumental al centre i l'Estació de trens de Retiro al fons.

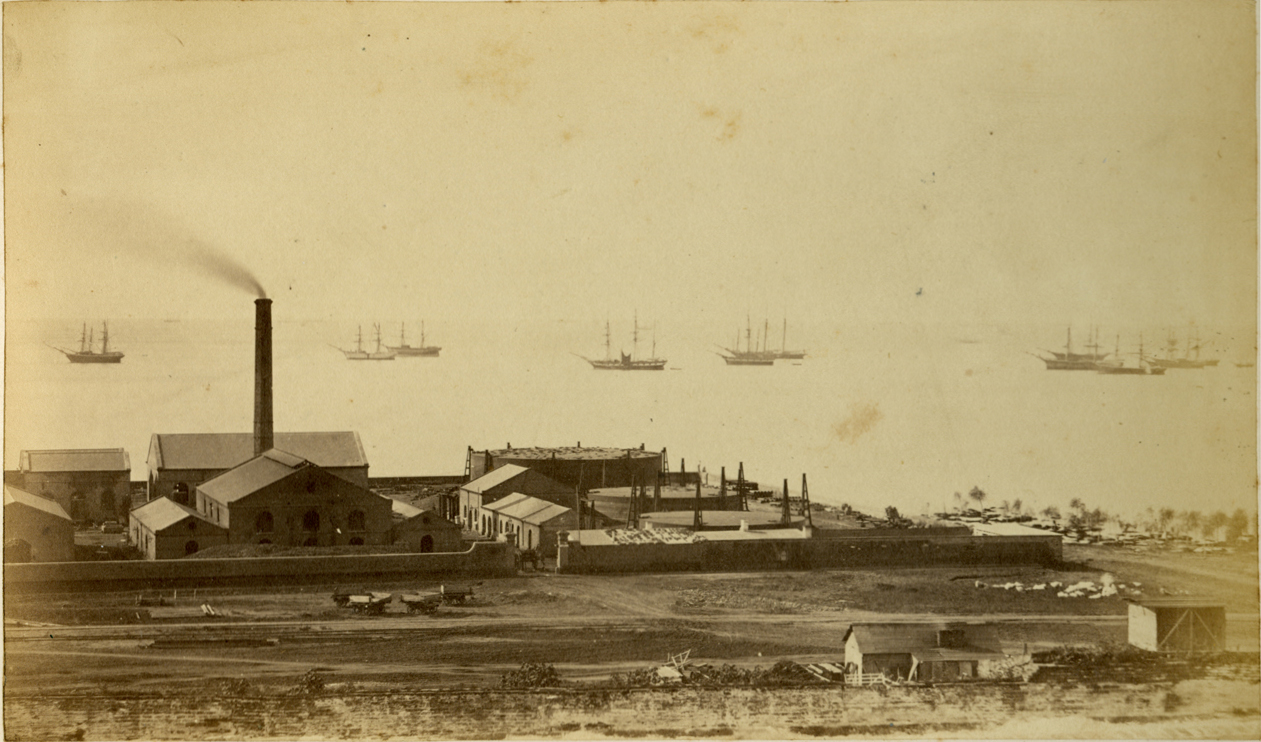
Entre 1853 i 1912, va funcionar en aquest lloc una fàbrica de gas que abastia la ciutat. Foto de Esteban Gonnet, 1864.